# Liste des évêques d'Ascoli Piceno
Cette liste recense les évêques qui se sont succédé sur le siège du diocèse d'Ascoli Piceno. 

## Évêques
- Saint Emidius 302
- Victor 313
- Saint Claude 344
- Lucenzius 445
- Saint Quinzien 486
- Saint Épiphane 537
- Félix 678
- Auclere 749
- Iustolfo 780
- Riccone 822
- Wanderando 849
- Arpaldo 870
- Jean  Ier 879
- Maurice 900
- Filero 922
- Elperino 950
- Adamo 982
- Ugone 996
- Emmone 1006
- Bernard Ier 1036
- Bernard II 1045
- Étienne 1069
- Alberic 1097
- Presbitero 1126
- Trasmondo 1176
- Gisone 1179
- Rinaldo Ier 1184
- Rinaldo II 1205
- Pietro Ier 1208
- Altegruno 1222
- Nicolò Ier 1223
- Pietro II 1228
- Marcellino 1230
- Matteo 1237
- Teodorino 1238
- Rinaldo III 1259
- Buongiovanni1285
- Boninsegna 1310
- Rinaldo IV 1317
- Isacco Bindi 1343
- Paolo Ier Rainaldi 1353
- Isacco Bindi (2e fois) 1355
- Enrigo da Sessa 1358
- Vitale 1362
- Agapito Colonna 1363
- Giovanni II 1369
- Anteo 1375
- Pietro III Torricella
- Antonio Archeoni 1386
- Tommaso Pierleoni 1390
- Pietro IV 1391
- Benedetto Pasquarelli 1398
- Antonio Archeoni (2e fois) 1400
- Marco Leone Fisci 1405
- Giovanni III Formoni 1406
- Nardino Dalmonte 1412
- Pietro V Liverotti 1420
- Paolo II Alberti 1422
- Pietro VI Sforza 1438
- Valentino da Narni 1442
- Angelo Capranica 1447
- Francesco Monaldesch 1451
- Pietro VII Della Valle 1462
- Prospero Caffarelli 1464
- Giuliano Cesarini 1500
- Lorenzo Fieschi 1510
- Girolamo Ghinucci (Ginucci) (1512–1518)
- Giulio Ier Medici 1518
- Filos Roverella
- Lattanzio Roverella 1550
- Pietro VIII Camaiani 1566
- Nicolo II Aragona 1579
- Girolamo II Bernerio, O.P. (1586–1611)
- Sigismondo Donati 1605
- Giulio II Gabrielli 1641
- Filippo Monti 1668
- Giuseppe Fadulfi 1685
- Giovanni G. Bonaventura 1699
- Giovanni VI Gambi 1710
- Gregorio Lauri 1726
- Tommaso III Marana 1728
- Pietro Paolo Leonardi 1755
- Giovanni Andrea Archetti 1795
- Giovanni Francesco Capelletti (1806–1831)
- Gregorio Zelli Iacobuzi 1832
- Carlo Belgrado 1855
- Elia Antonio Alberini (de) (1860–1876)
- Amilcare Malagola (1876–1877)
- Bartolomeo Ortolani (1877–1908)
- Pacificio Fiorani (1908–1910)
- Apollonio Maggio (1910–1927)
- Ludovico Cattaneo (1928–1936)
- Ambrogio Squintani (1936–1956)
- Marcello Morgante (1957–1991)
- Pier Luigi Mazzoni (1991–1997)
- Silvano Montevecchi (1997–2013[1])
- Giovanni D’Ercole (2014-2020) [2]
- Gianpiero Palmieri (depuis 2021), évêque-archevêque (archevêque ad-personam), aussi évêque de San Benedetto del Tronto-Ripatransone-Montalto (diocèses unis in persona episcopi)